# الموسوعة العالمية
الموسوعة العالمية (بالإنجليزية: Encyclopædia Universalis)‏ هي موسوعة باللغة الفرنسية متوفرة بصيغة ورقية، وكذلك على القرص المدمج و الدي في دي. توجد على الأنترنت باشتراك غير مجاني (مدفوع) .
تأسيسها: تأسست "الموسوعة العالمية" (Encyclopædia Universalis) عام 1966 من قبل نادي الكتاب الفرنسي (CFL) وشركة Encyclopædia Britannica Inc.
هدفها: تهدف إلى الجمع بين مهارات الشركاء في بيع الموسوعات عن طريق البريد والمبيعات المباشرة.
نجاحها: حققت الموسوعة نجاحًا تجاريًا ملحوظًا حتى أوائل التسعينيات.
التحديات: واجهت تحديات في التسعينيات بسبب ظهور النسخ الإلكترونية للموسوعات.
التحول الرقمي: نجحت في الانتقال إلى النسخ الإلكترونية، مما أدى إلى فترة ثانية من النجاح والنمو.
التملك: استحوذت Encyclopædia Britannica Inc. على الموسوعة بالكامل عام 2005.
الإصدارات الإلكترونية: تم إصدار إصدارات إلكترونية على CD-ROM و DVD وعلى الإنترنت.
الإصدارات المتخصصة: تم نشر العديد من الكتب المتخصصة، والقواميس، وأقراص CD-ROM و DVD-ROM ذات الموضوعات المتنوعة.
الشراكات: عقدت شراكة مع وزارة التربية الوطنية الفرنسية لتوفير اشتراك سنوي عبر الإنترنت للمؤسسات التعليمية.
الإصدارات الورقية: تم إصدار آخر إصدار ورقي عام 2012.
التحديات المالية: واجهت صعوبات مالية بسبب المنافسة من ويكيبيديا.
إعادة الهيكلة: خضعت لإجراءات إعادة الهيكلة في عامي 2014 و 2015.
التركيز على التعليم الرقمي: ركزت على تطوير سوق الموارد التعليمية الرقمية.
الوضع الحالي: تعمل بشكل طبيعي بعد إعادة تنظيمها وتمويلها من جديد.
الإصدار الحالي: يتم بيع الإصدار الحالي (2017) على شكل مفتاح USB يتضمن 350.000 مستند و 35.000 وسائط و 900 عمل أدبي.
النتائج المالية: حققت أرباحًا في السنوات الأخيرة.

## روابط خارجية
- (بالفرنسية) Site officiel